# Bram van Stolk
Abraham van Stolk (Bosch en Duin, 11 juli 1941 − Amsterdam, 20 november 1996) was een Nederlands socioloog en schrijver.

## Biografie
Van Stolk was een lid van de familie Van Stolk en een zoon van houthandelaar Louis van Stolk (1903-1986) en de Deense Jytte Gjerstrup (1913-1995). Hij studeerde sociologie aan de Universiteit van Amsterdam waar indertijd Norbert Elias gasthoogleraar was en met wie Van Stolk bevriend raakte. Na zijn studie ging Van Stolk werken bij het Nederlands Instituut voor Sociaal Sexuologisch Onderzoek (NISSO). Hij publiceerde enkele studies en promoveerde in 1991 ook aan de Universiteit van Amsterdam op Eigenwaarde als groepsbelang. Sociologische studies naar de dynamiek van zelfwaardering. In 1983 werd de Norbert Elias Foundation opgericht, en Elias wees Van Stolk aan als een van de drie leden van de raad van beheer van die stichting.
Naast zijn professionele arbeid publiceerde hij in 1995 een autobiografische roman, S-1, over de ervaringen van een homoseksueel, onder andere als dienstplichtige. Postuum verscheen in 1997, samen met Christien Brinkgreve de studie Van huis uit. Een onderzoek naar sociale erfenissen waarin de waarden die ouders aan hun kinderen willen doorgeven centraal staan. Hij was bovendien voorzitter van de Stichting Atlas Van Stolk.
Van Stolk overleed, net als zijn partner en socioloog Rudolf Knijff (1955-1994) en assistent van Elias, aan de gevolgen van aids.